# آرمان چیلمانوف
آرمان چیلمانوف (قزاقی: Арман Шилманов؛ زادهٔ ۲۰ آوریل ۱۹۸۴) از برندگان مدال‌های بازی‌های المپیک تابستانی و تکواندوکار اهل قزاقستان است.